# Prisjägare

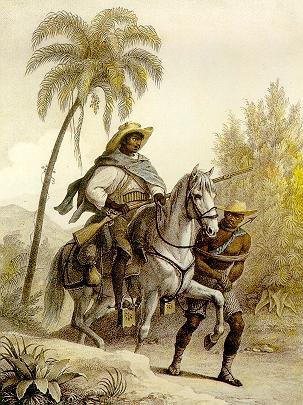
En brasilansk prisjägare målad av Johann Moritz Rugendas 1823.

Prisjägare (engelska: Bounty hunter) kallas en person som letar rätt på efterlysta personer, vanliga brottsmisstänkta i brottmål, som förverkat ett borgenslån och därefter inte frivilligt infinner sig till en domstolsförhandling. Prisjägaren fångar in sådana och för dem till myndigheterna och erhåller då hittelön. Prisjägare tillhör ingen myndighet, utan är privatpersoner som arbetar på uppdrag av en borgenslåneman (engelska: bail bondsman). 

## Förekomst
Prisjägare är bara tillåtna i USA och på Filippinerna.
Vissa amerikanska prisjägare driver sin spårningsverksamhet på en storskalig nivå där man erbjuder både borgenslån, har egen indrivning och till och med kan hålla sig med många anställda. De flesta är enskilda personer som tillfälligt ägnar sig åt denna verksamhet, lockade av möjligheten att tjäna stora pengar.
I de flesta andra länder är prisjägares verksamhet numera olaglig och ett gripande utfört av en prisjägare kan där betraktas som olaga frihetsberövande  eller människorov.

## Populärkultur
I amerikanska filmer och tv-serier förekommer prisjägare i bland annat westernfilm, där de ofta beskrivs som enslingar. De förekommer även inom science fiction, där intergalaktiska prisjägare som i Rick and Morty och Star Wars, där den beryktade karaktären Boba Fett jagar brottslingar över hela galaxer.